# 木下聡
木下 聡（きのした さとし、1976年 - ）は、日本の歴史学者、東京大学大学院人文社会系研究科助教。専門は日本中世史。岐阜県出身。

## 略歴
- 2001年3月 東京大学文学部卒業[2]
- 2003年3月 東京大学大学院人文科学研究科修士課程修了[3]
- 2007年3月 東京大学大学院人文社会系研究科博士課程単位取得退学[4]
- 2016年4月 東京大学大学院人文社会系研究科助教[5]
- 2020年4月　東洋大学,文学部,准教授

## 単著
- 『中世武家官位の研究』吉川弘文館、2011年　ISBN	9784642029049
- 『室町幕府の外様衆と奉公衆』同成社、2018年
- 『斎藤氏四代:人天を守護し、仏想を伝えず』ミネルヴァ書房 (ミネルヴァ日本評伝選) 、2020年
- 『山内上杉氏と扇谷上杉氏』(対決の東国史)吉川弘文館、2022年 ISBN　	9784642068710

### 編著
- 『全国官途状・加冠状・一字状目録』日本史史料研究会、2010年
- 『論集 戦国大名と国衆16 美濃斎藤氏』岩田書院、2015年
- 『シリーズ・室町幕府の研究1 管領斯波氏 』戎光祥出版、2015年
- 『シリーズ・中世西国武士の研究 第4巻 若狭武田氏』戎光祥出版、2016年
- 『豊臣期武家口宣案集』東京堂出版、2017年